# Peter Weish
Peter Weish (* 29. November 1936 in Wien) ist ein österreichischer Naturwissenschaftler (Biologie, Chemie und Physik), Autor, Universitätsdozent und Umweltaktivist.

## Leben
Peter Weish studierte Biologie, Chemie und Physik an der Universität Wien. Nach seiner Promotion zum Doktor der Philosophie im Jahre 1966 war er bis 1970 als Mitarbeiter am Institut für Strahlenschutz im Reaktorzentrum Seibersdorf tätig. Anschließend arbeitete Weish vier Jahre lang als Assistent am Institut für Zoologie an der Universität für Bodenkultur Wien.
1969 begann seine kritische Auseinandersetzung mit den gesundheitlichen und gesellschaftlichen Aspekten der Atomenergie. Es folgten zahlreiche Veröffentlichungen zu diesem Thema, u. a. das wissenschaftliche Taschenbuch „Radioaktivität und Umwelt“ im G. Fischer Verlag Stuttgart und der Beitrag „Radioaktivität als Krankheitsfaktor“ im Rahmen der „Systemanalyse des Gesundheitswesens in Österreich“.
Ab 1974 arbeitete Peter Weish als wissenschaftlicher Beamter am Institut für Umweltwissenschaften und Naturschutz (bis 1978 der Ludwig-Boltzmann-Gesellschaft zugeordnet, später der Österreichischen Akademie der Wissenschaften). Die Schwerpunkte seiner Tätigkeit lagen vor allem in den Bereichen Stadtökologie, Energiepolitik und Risikovorsorge. Gemeinsam mit Bernd Lötsch übernahm Weish eine Vorreiterrolle bei der Entwicklung von wissenschaftlichen Grundlagen für stadtplanerische Entscheidungen in Wien (z. B. Radwegenetz, Grünstreifen, bleifreies Benzin). Zudem wurde er Mitglied des Umweltbeirats der Gemeinde Wien.
1984 wurde Peter Weish Lehrbeauftragter für Humanökologie an der Universität für Bodenkultur Wien. Acht Jahre später habilitierte er sich mit der Arbeit „Beitrag der Humanökologie zur Technikbewertung am Beispiel der Kernenergie“ für das Fach Humanökologie an der Universität Wien. Es folgten Lehrtätigkeiten in den Fächern Humanökologie und Umweltethik an der Universität Wien, der Wirtschaftsuniversität Wien und der Universität für Bodenkultur Wien.
Neben seinem Engagement gegen die Atomindustrie (sowohl in Österreich als auch im Ausland) beschäftigte sich Weish mit Fragen aus den Bereichen Umweltschutz, Umwelterziehung, Naturschutz und Entwicklungszusammenarbeit. Die Arbeit erfolgte einerseits auf wissenschaftlicher, anderseits auf gesellschaftlicher Ebene im Rahmen der „Ökologiebewegung“. 1997 wurde er zum Mitproponent und Sprecher des Gentechnikvolksbegehrens.
Im Zuge seines Engagements für den Umweltschutz wurde Peter Weish in zahlreichen Organisationen und Gremien tätig:
- Forum Wissenschaft & Umwelt (Gründungsmitglied und Präsident)
- Anti-Atom-International (Vorsitzender). Diese Dachorganisation wurde inzwischen aufgelöst.
- Ökobüro (Obmann von 1993–2021)
- Österreichischer Naturschutzbund (seit 1970)
- WWF
- ÖGUT (Gründungspräsident, Ehrenpräsident)
- Nationalparkinstitut
- Forum für Atomfragen (Beratungsgremium des für Nuklearangelegenheiten zuständigen Ministeriums)
- Gentechnikkommission (bis 1999)
- Arbeitskreis Umwelt des Kommissariats der Deutschen Bischöfe

Seit 1997 ist Peter Weish Beamter im Ruhestand. Als Universitätslehrer sowie im Bereich der Umweltschutzorganisationen ist er weiterhin tätig.
Seine Tochter, Ulrike Weish, ist promovierte Kommunikationswissenschafterin, Lehrbeauftragte an der Universität Wien und Geschäftsführerin von Radio ORANGE.

## Ehrungen
- 1981: Hans-Adalbert-Schweigart-Medaille des Weltbundes zum Schutze des Lebens
- 1988: Eduard Paul Tratz Medaille in Gold des Österreichischen Naturschutzbundes
- 2012: Österreichisches Ehrenkreuz für Wissenschaft und Kunst I. Klasse
- 2012: Ehrenbürger der Universität für Bodenkultur Wien[1]
- 1999: Konrad Lorenz Staatspreis für Umweltschutz
- 2006: Goldenes Verdienstzeichen des Landes Wien
- 2013: Österreichischer Naturschutzpreis
- 2018: Nuclear-Free Future Award in der Kategorie Lebenswerk

## Publikationen
- Peter Weish, Eduard Gruber: Atomenergie und Umweltsituation: Die Radiointoxikation der Biosphäre. Kramer, Frankfurt a. M. 1973, ISBN 3-7829-1043-5
- Peter Weish, Eduard Gruber: Radioaktivität und Umwelt. Fischer, Stuttgart 1975, 3. erw. Auflage 1986 ISBN 3-437-30532-8
- Das sicherste AKW der Welt - 20 Jahre kein AKW in Zwentendorf
- Eckerstorfer, Michael; Greßler, Sabine; Weish, Peter: Gentechnik und wir - ohne uns?! : kritische Überlegungen zu einer Anwendung von Gentechnik in der Landwirtschaft und Lebensmittelproduktion. Wien 1997.
- weitere Publikationen[2]